# Premi BAFTA 2020
La 73ª edizione dei premi BAFTA, conferiti dalla British Academy of Film and Television Arts alle migliori produzioni cinematografiche del 2019, si è tenuta il 2 febbraio 2020 alla Royal Albert Hall di Londra. La cerimonia è stata presentata dal conduttore televisivo e comico irlandese Graham Norton.
Le candidature sono state annunciate il 7 gennaio 2020. Il film più premiato è stato 1917, con sette statuette, tra cui quella per il miglior film.

## Vincitori e candidati

### Miglior film
- 1917, regia di Sam Mendes
- C'era una volta a... Hollywood (Once Upon a Time... in Hollywood), regia di Quentin Tarantino
- The Irishman, regia di Martin Scorsese
- Joker, regia di Todd Phillips
- Parasite (Gisaengchung), regia di Bong Joon-ho

### Miglior film britannico
- 1917, regia di Sam Mendes
- Bait, regia di Mark Jenkin
- I due papi (The Two Popes), regia di Fernando Meirelles
- Alla mia piccola Sama (For Sama), regia di Waad al-Kateab ed Edward Watts
- Rocketman, regia di Dexter Fletcher
- Sorry We Missed You, regia di Ken Loach

### Miglior debutto di un regista, sceneggiatore o produttore britannico
- Mark Jenkin (regista, sceneggiatore), Kate Byers e Lynn Waite (produttrici) – Bait
- Waad al-Kateab (regista, produttrice) ed Edward Watts (regista) – Alla mia piccola Sama (For Sama)
- Álvaro Delgado-Aparicio (regista, sceneggiatore) – Retablo
- Alex Holmes (regista) – Maiden
- Harry Wootliff (regista, sceneggiatore) – Only You

### Miglior film in lingua straniera
- Parasite (Gisaengchung), regia di Bong Joon-ho (Corea del Sud)
- Dolor y gloria, regia di Pedro Almodóvar (Spagna)
- The Farewell - Una bugia buona (The Farewell), regia di Lulu Wang (Stati Uniti d'America)
- Alla mia piccola Sama (For Sama), regia di Waad al-Kateab ed Edward Watts (Regno Unito)
- Ritratto della giovane in fiamme (Portrait de la jeune fille en feu), regia di Céline Sciamma (Francia)

### Miglior documentario
- Alla mia piccola Sama (For Sama), regia di Waad al-Kateab ed Edward Watts
- Apollo 11, regia di Todd Douglas Miller
- Diego Maradona, regia di Asif Kapadia
- The Great Hack - Privacy violata (The Great Hack), regia di Karim Amer e Jehane Noujaim
- Made in USA - Una fabbrica in Ohio (American Factory), regia di Steven Bognar e Julia Reichert

### Miglior film d'animazione
- Klaus - I segreti del Natale (Klaus), regia di Sergio Pablos
- Frozen II - Il segreto di Arendelle (Frozen II), regia di Jennifer Lee e Chris Buck
- Shaun, vita da pecora: Farmageddon - Il film (A Shaun the Sheep Movie: Farmageddon), regia di Will Becher e Richard Phelan
- Toy Story 4, regia di Josh Cooley

### Miglior regista
- Sam Mendes – 1917
- Bong Joon-ho – Parasite (Gisaengchung)
- Todd Phillips – Joker
- Martin Scorsese – The Irishman
- Quentin Tarantino – C'era una volta a... Hollywood (Once Upon a Time... in Hollywood)

### Miglior attore protagonista
- Joaquin Phoenix – Joker
- Leonardo DiCaprio – C'era una volta a... Hollywood (Once Upon a Time... in Hollywood)
- Adam Driver – Storia di un matrimonio (Marriage Story)
- Taron Egerton – Rocketman
- Jonathan Pryce – I due papi (The Two Popes)

### Miglior attrice protagonista
- Renée Zellweger – Judy
- Jessie Buckley – A proposito di Rose (Wild Rose)
- Scarlett Johansson – Storia di un matrimonio (Marriage Story)
- Saoirse Ronan – Piccole donne (Little Women)
- Charlize Theron – Bombshell - La voce dello scandalo (Bombshell)

### Miglior attore non protagonista
- Brad Pitt – C'era una volta a... Hollywood (Once Upon a Time... in Hollywood)
- Tom Hanks – Un amico straordinario (A Beautiful Day in the Neighborhood)
- Anthony Hopkins – I due papi (The Two Popes)
- Al Pacino – The Irishman
- Joe Pesci – The Irishman

### Miglior attrice non protagonista
- Laura Dern – Storia di un matrimonio (Marriage Story)
- Scarlett Johansson – Jojo Rabbit
- Florence Pugh – Piccole donne (Little Women)
- Margot Robbie – Bombshell - La voce dello scandalo (Bombshell)
- Margot Robbie – C'era una volta a... Hollywood (Once Upon a Time... in Hollywood)

### Miglior sceneggiatura originale
- Bong Joon-ho e Han Ji-won – Parasite (Gisaengchung)
- Noah Baumbach – Storia di un matrimonio (Marriage Story)
- Susanna Fogel, Emily Halpern, Sarah Haskins e Katie Silberman – La rivincita delle sfigate (Booksmart)
- Rian Johnson – Cena con delitto - Knives Out (Knives Out)
- Quentin Tarantino – C'era una volta a... Hollywood (Once Upon a Time... in Hollywood)

### Miglior sceneggiatura non originale
- Taika Waititi – Jojo Rabbit
- Anthony McCarten – I due papi (The Two Popes)
- Greta Gerwig – Piccole donne (Little Women)
- Todd Phillips e Scott Silver – Joker
- Steven Zaillian – The Irishman

### Miglior fotografia
- Roger Deakins – 1917
- Jarin Blaschke – The Lighthouse
- Phedon Papamichael – Le Mans '66 - La grande sfida (Ford v Ferrari)
- Rodrigo Prieto – The Irishman
- Lawrence Sher – Joker

### Miglior montaggio
- Andrew Buckland  e Michael McCusker – Le Mans '66 - La grande sfida (Ford v Ferrari)
- Tom Eagles – Jojo Rabbit
- Jeff Groth – Joker
- Fred Raskin – C'era una volta a... Hollywood (Once Upon a Time... in Hollywood)
- Thelma Schoonmaker – The Irishman

### Miglior colonna sonora
- Hildur Guðnadóttir – Joker
- Alexandre Desplat – Piccole donne (Little Women)
- Michael Giacchino – Jojo Rabbit
- Thomas Newman – 1917
- John Williams – Star Wars - L'ascesa di Skywalker (Star Wars: The Rise of Skywalker)

### Miglior scenografia
- Dennis Gassner e Lee Sandales – 1917
- Mark Friedberg e Kris Moran – Joker
- Barbara Ling e Nancy Haigh – C'era una volta a... Hollywood (Once Upon a Time... in Hollywood)
- Bob Shaw e Regina Graves – The Irishman
- Ra Vincent e Nora Sopková – Jojo Rabbit

### Migliori costumi
- Jacqueline Durran – Piccole donne (Little Women)
- Christopher Peterson e Sandy Powell – The Irishman
- Arianne Phillips – C'era una volta a... Hollywood (Once Upon a Time... in Hollywood)
- Mayes C. Rubeo – Jojo Rabbit
- Jany Temime – Judy

### Miglior trucco e acconciatura
- Vivian Baker, Kazuhiro Tsuji e Anne Morgan – Bombshell - La voce dello scandalo (Bombshell)
- Naomi Donne – 1917
- Kay Georgiou e Nicki Ledermann – Joker
- Lizzie Yianni Georgiou – Rocketman
- Jeremy Woodhead – Judy

### Miglior sonoro
- Scott Millan, Oliver Tarney, Rachael Tate, Mark Taylor e  Stuart Wilson – 1917
- David Acord, Andy Nelson, Christopher Scarabosio, Stuart Wilson e Matthew Wood – Star Wars - L'ascesa di Skywalker (Star Wars: The Rise of Skywalker)
- Matthew Collinge, John Hayes, Mike Prestwood Smith e Danny Sheehan – Rocketman
- David Giammarco, Paul Massey, Steven A. Morrow e Donald Sylvester – Le Mans '66 - La grande sfida (Ford v Ferrari)
- Todd Maitland, Alan Robert Murray, Tom Ozanich e Dean Zupancic – Joker

### Miglior effetti speciali
- Greg Butler, Guillaume Rocheron e Dominic Tuohy – 1917
- Dan DeLeeuw e Daniel Sudick – Avengers: Endgame
- Leandro Estebecorena, Stephane Grabli e Pablo Helman – The Irishman
- Andrew R. Jones, Robert Legato, Elliot Newman e Adam Valdez – Il re leone (The Lion King)
- Roger Guyett, Paul Kavanagh, Neal Scanlan e Dominic Tuohy – Star Wars - L'ascesa di Skywalker (Star Wars: The Rise of Skywalker)

### Miglior cortometraggio animato
- Grandad was a romantic., regia di Maryam Mohajer
- In Her Boots, regia di Kathrin Steinbacher
- The Magic Boat, regia di Naaman Azhari

### Miglior cortometraggio
- Learning to Skate In a Warzone (If You're a Girl), regia di Carol Dysinger e Elena Andreicheva
- Azaar, regia di Myriam Raja
- Goldfish, regia di Hector Dockrill
- Kamali, regia di Sasha Rainbow
- The Trap, regia di Lena Headey

### Miglior casting
- Shayna Markowitz - Joker
- Douglas Aibel e Francine Maisler - Storia di un matrimonio (Marriage Story)
- Victoria Thomas - C'era una volta a... Hollywood (Once Upon a Time in Hollywood)
- Sarah Crowe - The Personal History of David Copperfield
- Nina Gold - I due papi (The Two Popes)

### Miglior stella emergente
- Micheal Ward
- Awkwafina
- Kaitlyn Dever
- Kelvin Harrison Jr.
- Jack Lowden